# Rio Tay
O Rio Tay é um rio da região leste da província canadense de Ontário que desagua no Rio Rideau.
O Rio Tay flui pelo centro da cidade de Perth. Este rio tem 95 km de extensão e drena uma área de 800 km². Um canal conecta o rio aos sistemas do Canal Tay e do Canal Rideau na Baía de Beveridge, no Baixo Lago Rideau. A área drenada pela bacia do Rio Tay compreende os lagos Bobs, Christie, Crosby, Otty e Pike.